# Bohumil Richtrmoc
Bohumil Richtrmoc (* 25. března 1940 Praha, Protektorát Čechy a Morava) byl československý fotbalista, který hrával coby levé křídlo (dříve nazývané jako levá spojka). Nastupoval za klub TJ SONP Kladno, odkud v roce 1965 přestoupil do pražské Slavie. V dorosteneckém věku si zahrál i za reprezentaci na mezinárodním evropském turnaji. Byl technicky dobře vybaveným hráčem, oceňovaným pro svou útočnou univerzální hru s ukázněnou taktikou.
Jeho mladší bratr Vojtěch Richtrmoc byl také prvoligovým fotbalistou.